# Albert Victor Tonkin
Albert Victor Tonkin (ur. 16 grudnia 1886 w Avenel, zm. 17 lutego 1969) – as lotnictwa australijskiego Royal Australian Air Force z 6 potwierdzonymi  zwycięstwami w I wojnie światowej. 
Albert Victor Tonkin zaciągnął się do No. 10 Machine Gun Company, kompanii karabinów maszynowych, 5 stycznia 1916 roku. 19 września 1917 roku został przyjęty do dywizjonu No. 1 Squadron RAAF i został skierowany na przeszkolenie do bazy w Egipcie. Do jednostki dołączył 10 stycznia 1918 roku. Latał na samolocie Royal Aircraft Factory B.E.2 i walczył w Afryce Północnej z Niemcami i Turkami. Pierwsze zwycięstwo powietrzne odniósł 7 maja 1918 roku. Było to potrójne zwycięstwo odniesione razem z innymi pilotami jednostki Carrickiem Paulem i Ernestem Mustardem. Ostatnie zwycięstwo odniósł z obserwatorem McCannem 22 lipca 1918 roku. Oprócz 6 potwierdzonych zwycięstw powietrznych 16 lipca 1918 roku odniósł prawdopodobnie potrójne zwycięstwo w okolicach Birah-Nablus nad samolotami Albatros D.V. 19 września 1918 roku jego samolot został zestrzelony. Razem z obserwatorem dostali się na krótko do niewoli.
Po zakończeniu wojny w 1919 roku powrócił do Australii. Zmarł w 1969 roku.